# Louis M. Hacker
Louis Morton Hacker (* 17. März 1899 in New York City; † 22. März 1987 in Le Roy, New York) war ein US-amerikanischer Wirtschaftshistoriker und ein führender Vertreter der Erwachsenenbildung. Hacker arbeitete als Professor für Wirtschaft an der Columbia University und war der erste Dekan der dortigen School of General Studies.

## Leben
Hacker wuchs im New Yorker Stadtteil Williamsburg auf. Er studierte am Columbia College, wo er 1922 seinen Abschluss erlangte. 1935 begann er an der Wirtschaftsfakultät der Columbia University zu arbeiten. 1949 übernahm er dort die Leitung des General-Studies-Curriculums, wobei es sich zunächst um Abendkurse handelte. 1952 wurde er der erste Dekan der neugegründeten School of General Studies der Universität. Während seiner Amtszeit setzte er sich für frei zugängliche Erwachsenenkurse am College ein, die zur Orientierung und nicht zwingend zum Erreichen eines Abschlusses dienen sollten. Nachdem ein Fakultätsbericht veröffentlicht worden war, der stärkere Restriktionen für Studenten forderte, die Kurse besuchten, ohne einen Abschluss anzustreben, trat Hacker 1958 als Dekan zurück, verblieb aber im Lehrbetrieb. 1967 ging er in Rente.
Hacker publizierte einige Schriften über amerikanische Geschichte sowie Biografien, z. B. über Andrew Carnegie, Alexander Hamilton und Joseph M. Proskauer. Neben der wissenschaftlichen Arbeit engagierte er sich in der American Civil Liberties Union.
Hacker verstarb 1987 im Alter von 88 Jahren in seinem letzten Wohnort Le Roy. Er hinterließ einen Sohn und eine Tochter.

## Publikationen (Auswahl)
- The shaping of the American tradition. Columbia University Press, New York 1947.
- The triumph of American capitalism : the development of forces in American history to the end of the nineteenth century. Simon and Schuster, New York 1940.
- The world of Andrew Carnegie: 1865-1901. Lippincott, Philadelphia 1968.
- mit Benjamin Burks Kendrick: The United States since 1865. Appleton-Century-Crofts, New York 1949.